# روبرتا توره
روبرتا توره (ایتالیایی: Roberta Torre؛ زادهٔ ۲۱ سپتامبر ۱۹۶۲) کارگردان فیلم، فیلم‌نامه‌نویس اهل ایتالیا است.
از فیلم‌هایی که وی در آن‌ها نقش داشته‌است، می‌توان به جان دادن برای تانو اشاره نمود.